# Svetovno prvenstvo v 6-snookerju
Svetovno prvenstvo v 6-snookerju  (uradni naziv 888sport.com 6Red World Championship) je turnir v 6-snookerju, ki so ga prvič priredili leta 2009. Tedaj je slavil Mark Davis.

## Zgodovina
Turnir so prvič organizirali v času sezone 2009/10 na prizorišču INEC v Killarneyu, Irska. 118 igralcev so razdelili v 20 skupin po 5 igralcev in v 3 skupine s po 6 igralci. Prvi svetovni prvak v 6-snookerju je postal Mark Davis, ki je v finalu odpravil Marka Williamsa z izidom 6-3.

## Zmagovalci
| Leto | Zmagovalec | Nasprotnik v finalu | Končni izid | Sezona  |
| ---- | ---------- | ------------------- | ----------- | ------- |
| 2009 | Mark Davis | Mark Williams       | 6 – 3       | 2009/10 |